# Agnieszka Filipiak-Florkiewicz
Agnieszka Joanna Filipiak-Florkiewicz (ur. 16 maja 1973 w Lubinie) – polska inżynier, technolog żywności i żywienia człowieka, profesor nauk rolniczych, profesor Uniwersytetu Rolniczego im. Hugona Kołłątaja w Krakowie i jego prorektor w kadencji 2020–2024.

## Życiorys
W 1997 ukończyła studia z zakresu technologii żywności i żywienia człowieka na Akademii Rolniczej im. Hugona Kołłątaja w Krakowie. Doktoryzowała się w 2001 na macierzystej uczelni na podstawie rozprawy: Wartość odżywcza bulw nowych odmian topinamburu (Helianthus tuberosus L.) oraz możliwości ich wykorzystania do produkcji chleba, której promotorem była dr hab. Ewa Cieślik. Stopień doktora habilitowanego uzyskała w 2011 na Uniwersytecie Rolniczym im. Hugona Kołłątaja w Krakowie w oparciu o pracę pt. Wpływ obróbki hydrotermicznej na wybrane prozdrowotne właściwości kalafiora (Brassica oleracea var. botrytis L.). Tytuł profesora nauk rolniczych otrzymała 28 listopada 2019.
Od grudnia 1997 związana z Akademią Rolniczą im. Hugona Kołłątaja w Krakowie, przekształconą następnie w Uniwersytet Rolniczy, na którym doszła do stanowiska profesora. W latach 2012–2016 pełniła funkcję prodziekana Wydziału Technologii Żywności, zaś w latach 2016–2020 była dziekanem tej jednostki. W 2020 została prorektorem Uniwersytetu Rolniczego do spraw nauki w kadencji 2020–2024.
Jej zainteresowania badawcze obejmują m.in. żywność funkcjonalną (zawierającą fruktany i przeciwutleniacze) oraz ocenę zawartości w warzywach związków o charakterze prozdrowotnym. Odbyła dwa staże naukowe na Universität für Bodenkultur Wien (Wiedeń) oraz kilka wizyt studyjnych w ośrodkach zagranicznych (Paryż, Lwów, Nitra, Płowdiw). Opublikowała ponad 180 prac, w tym ponad 60 oryginalnych twórczych. Wypromowała dwóch doktorów nauk rolniczych. Członek Komitetu Nauk o Żywności i Żywieniu PAN, Polskiego Towarzystwa Technologów Żywności i Polskiego Towarzystwa Nauk Żywieniowych.
Zamężna z Adamem, ma córkę Małgorzatę i syna Michała. W 2019 została odznaczona Medalem Komisji Edukacji Narodowej.